# オーロラ銃乱射事件
オーロラ銃乱射事件（オーロラじゅうらんしゃじけん）は、アメリカ合衆国の西部・コロラド州の都市、オーロラにある映画館にて2012年7月20日に発生した銃乱射事件である。
バットマンシリーズとして製作された映画「ダークナイト ライジング」上映中に実行された。12人が死亡、負傷者は58人を数えた。
容疑者として当時24歳のジェームズ・イーガン・ホームズが逮捕され、12回の終身刑と仮釈放なしの禁錮3318年の有罪判決が下された。

## 事件の経過
2012年7月20日0時38分(MDT)、コロラド州オーロラにあるショッピングモール内の映画館において、新作映画のプレミア上映会の最中に事件は勃発した。
実行犯は当初、館内の座席に座っていたが後部の非常口から一旦退出。ガスマスクをつけ、防弾チョッキとヘルメット、ズボンを着用し、黒の戦闘用の手袋をはめ、拳銃2丁にライフル1丁、ショットガン1丁で武装した上で、開けたままにしておいたドアから再び館内に戻り、上映中だった館内の前方に立ち、催涙ガスを2本投げつけた。ガスが立ちこめる中、映画内の銃撃シーンに併せて持っていた銃で逃げ惑う観客に対して10〜20発の銃乱射を行ったほか、爆発音もあったとされる。持っていた武器はいずれも合法的に入手したものであった。
警察は当時24歳の青年ジェームズ・ホームズを、映画館裏の駐車場に停めてあった車の中にいたところを逮捕。ホームズが警察に対して自宅アパート3階に爆発物があると供述したため、室内の捜索を実施した結果、爆発物が発見されたため近隣住民を避難させた上で遠隔操作で処理を行った。発見された爆発物は化学物質などが含まれており、解体作業に数日を要すると思われるほど非常に精巧なものであった。
事件当日に地元警察により犠牲者は12名、負傷者は59名が確認されたことを発表（後述のとおり、負傷者数は後に58人に訂正）。なお容疑者は逮捕された際、バットマンの悪役で前作「ダークナイト」に登場していたジョーカーを名乗ったとされていたが、警察は確認できないとしている。
ホームズは7月23日、コロラド州アラパホ郡地方裁判所に初出廷した。コロラド州検察局は、死刑を求刑した。
2015年8月7日、ホームズ被告は、12名の殺人に対し仮釈放なしの終身刑12回、さらに刑期最大48年の第1級殺人未遂が67件、32年の第2級殺人未遂が3件、爆発物所持1件で6年が加算され、傷害致死と自宅の武器による艤装についての加算も含めて、計3,318年の拘禁刑の判決を受けた。

## 容疑者
逮捕されたホームズはコロラド大学デンバー校博士課程の大学院生で、神経科学を専攻。しかし退学の手続きが進められていた。過去の犯行歴は2011年10月のスピード違反しかなく、テロ組織などとは無関係の単独犯であるとされた。またインターネットにて短期間のうちに6000発の銃弾を購入していた。犯行時は髪を赤く染めていた。
人付き合いが得意ではない平凡なタイプで、政治的な話題を口にすることもなかったとされる。

## 被害者
負傷者のうち21人はコロラド大学附属病院に運ばれ、9人が重体と診断された。また負傷者の中には生後3〜4ヶ月の乳児も含まれていた。また全体でも11人が危険な状態となった。
犠牲者の一人であるスポーツ・レポーターのジェシカ・ガーウィ（当時24歳）は、6月に起きたカナダ・トロントの銃乱射事件にも遭遇しており、辛くも難を逃れていた。その一ヵ月後、友人と映画鑑賞のために訪れたオーロラの映画館で本件に巻き込まれ、犠牲となった。アメリカ合衆国国防総省によれば、被害者の中には軍関係者も含まれていたとされている。
なお、当初死者は14人、負傷者は59人とされていたが、その後訂正されている。

## 事件の影響

### 米国大統領選挙

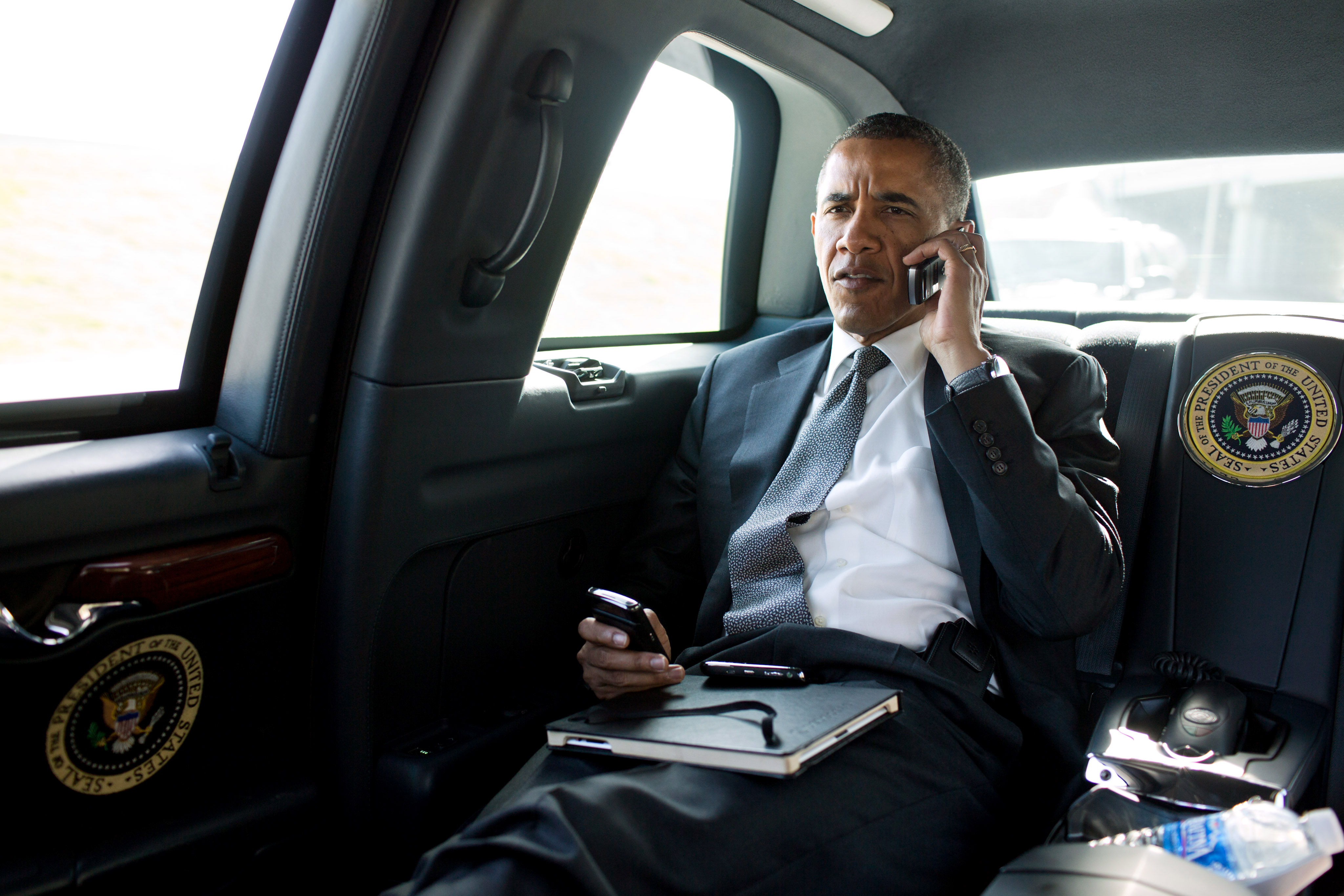
銃撃事件についてオーロラ市長と話すオバマ大統領

事件を受けバラク・オバマ大統領は犯行を非難するとともに、犠牲者を悼むコメントを発表。犯行が行われた7月20日に予定していた2回の演説の予定を変更し、1回目は追悼演説に、2回目の演説はとりやめられた。また共和党の大統領候補指名を確実なものにしていたミット・ロムニーも追悼演説を行い、両者はコロラド州における選挙広告の放送を中止。選挙戦そのものが事実上の休戦となった。

### 銃規制論議
銃規制の推進派であるニューヨーク市長のマイケル・ブルームバーグは事件後、ラジオ番組に出演し、オバマ、ロムニーに対し同様の事件の再発を防止するための対策を大統領選挙で打ち出すよう訴えた。

### 映画興行
バットマンの新作映画（クリストファー・ノーラン監督「ダークナイト ライジング」）の上映中、そして公開初日に事件が起きたこともあり、興行成績への悪影響が懸念された。また配給元のワーナー・ブラザースは7月20日夜にパリで予定されていたプレミア上映会を中止したほか、銃撃シーンがある別の映画作品の宣伝も一部自粛に追い込まれた。ノーラン監督は事件を非難する声明を発表した。
ニューヨーク市警察は模倣犯を警戒するため、同様にバットマンの新作を上映する市内映画館に警察官を配備する措置を行うと発表した。映画館チェーン最大手であるリーガル・エンターテインメント・グループは必要に応じて安全策を講じると表明し、映画館チェーン大手であるAMCエンターテインメントは映画館へ顔を覆うマスクや偽の武器を持ち込むといった行為を禁止することを映画館に通達した。
日本では、ノーラン監督や出演者のアン・ハサウェイらの来日予定が来場者の安全を第一に考えた上で中止になったがプレミア上映会は予定通り行われた。

## 他の事件との位置関係
1999年に発生したコロンバイン高校銃乱射事件、2013年に発生したアラパホー高校銃乱射事件の各現場との位置関係は、数十キロ圏内である。